# Milicias Populares (Checoslovaquia)
Las Milicias Populares (checo: Lidové milice, eslovaco: Ľudové milície) fueron una organización paramilitar del Partido Comunista de Checoslovaquia entre 1948 y 1989.

## Historia
El precedente de las milicias fueron las unidades armadas de obreros industriales (Závodní milice, Milicias de Fábrica) formadas en junio de 1945 para proteger las fábricas durante el caos de posguerra inmediatamente posterior al fin de la Segunda Guerra Mundial. En 1946 fueron renombradas Závodní stráže (Guardias de Fábrica) y su equipamiento militar reducido a pistolas. 
A mediados de febrero de 1948, el Comité Central del Partido Comunista decidió formar unidades armadas en las fábricas con militantes y simpatizantes. El 21 de febrero estas unidades fueron renombradas Dělnické milice (Milicias Obreras). Las milicias fueron bien equipadas y movilizadas durante el Golpe de Praga que determinó la toma del poder por parte de los comunistas a finales de febrero. Pronto su nombre fue cambiado por el de Milicias Populares. 

## Tareas
Las tareas de las milicias eran la protección contra guerrillas contrarrevolucionarias tras la toma del poder, contra los agentes secretos enviados a Checoslovaquia y la cooperación con la policía y el ejército. Unos 3.000 milicianos se integraron en las fuerzas policiales. Los elementos no controlados por la dirección del Partido Comunista fueron poco a poco relegados de las milicias y su control pasó al Ministerio del Interior. 
En 1952, el status oficial de las milicias cambió para ser el brazo armado del Partido Comunista de Checoslovaquia y su control pasó a los departamentos pertinentemente establecidos en su Comité Central; así mismo la estructura organizativa fue modificada. En 1959 fue introducido el característico uniforme gris. 
A finales de los años 80 las tensiones políticas crecieron en Checoslovaquia y las milicias, equipadas con porras, fueron frecuentemente desplegadas para dispersas las manifestaciones contra el régimen. En 1989, 38.985 milicianos participaron en estas actividades. 
Tras la caída del poder del Partido Comunista durante la Revolución de Terciopelo las milicias fueron disueltas el 21 de diciembre de 1989. 

## Cifras y armamento
Durante febrero de 1948 las milicias obtuvieron 10.000 rifles y 2.000 metralletas de la fábrica de armamentos Zbrojovka de Brno. El equipamiento fue continuamente modernizado con rifles con mira telescópica, ametralladoras, morteros, ametralladoras antiaéreas y vehículos de transporte. La munición se guardaba en almacenes del ejército. Durante los años 70 se añadieron RPG-7 y bazucas. Tras la disolución de las milicias su equipamiento fue traspasado al ejército. 
Número de milicianos
- Comienzos de 1948: 2.000 (Eslovaquia).
- Febrero de 1949: 10.000 (Eslovaquia) y 6.000-7.000 (Praga).
- 1954: 18.290 (Eslovaquia).
- 1955: 13.050 (Eslovaquia).
- 1959: 14.978 (Eslovaquia).
- 1967: 16.580 (Eslovaquia).
- Enero de 1988: 86.494 (total de Checoslovaquia) (63.200 en Chequia y 18.600 en Eslovaquia).

Equipamiento a finales de 1989
- 20.067 pistolas (más de 4 millones de munición).
- 6.890 ametralladoras (más de 16 millones de munición).
- 130 ametralladoras antiaéreas.
- 358 morteros.
- 149 bazucas.
- 2.177 camiones y motocicletas.
- 2.031 granadas de mano.

## Literatura
- Jiří Bílek, Vladimír Pilát: Závodní, Dělnické a Lidové milice v Československu en la revista Histore a vojenství, 1995, vol. 3, p. 79 - 106.
- Jan Štaigl: Ľudové milície na Slovensku - ich vznik a organizačný vývoj do polovice šesťdesiatych rokov en la revista Vojenská história, 1999, vol 2., p. 41 - 70.